# Liolophura arenosa
Liolophura arenosa är en blötdjursart som beskrevs av Ferreira 1986. Liolophura arenosa ingår i släktet Liolophura och familjen Chitonidae.
Artens utbredningsområde är Queensland. Inga underarter finns listade i Catalogue of Life.